# Lassina Dao
Lassina Dao (6 febbraio 1971) è un ex calciatore ivoriano, di ruolo difensore.

## Palmarès

### Club

#### Competizioni nazionali
- Campionato ivoriano: 5

ASEC Mimosas: 1991, 1992, 1993, 1994, 1995
Africa Sports: 1999
- Coppa della Costa d'Avorio: 1

ASEC Mimosas: 1995
Africa Sports: 1998, 2002
- Campionato saudita: 1

Al-Ittihad: 2003
- Coppa della Corona del Principe saudita: 1

Al-Ittihad: 2004

### Nazionale
- Coppa d'Africa: 1

1992